# Jon Leuer
Jon Leuer (ur. 14 maja 1989 w Long Lake) – amerykański koszykarz, występujący na pozycji skrzydłowego.
Pod koniec czerwca 2015 trafił w wyniku wymiany z Memphis Grizzlies do Phoenix Suns. 8 lipca 2016 podpisał 4-letni, wart 42 miliony dolarów kontract z Detroit Pistons.
20 czerwca 2019 trafił w wyniku wymiany do Milwaukee Bucks w zamian za Tony'ego Snella i prawa do Kevina Portera Jr. 9 lipca został zwolniony.

## Osiągnięcia
Stan na 10 lipca 2019, na podstawie, o ile nie zaznaczono inaczej.
NCAA
- Uczestnik rozgrywek:
  - Sweet 16 turnieju NCAA (2008, 2011)
  - turnieju NCAA (2008–2011)
- Mistrz:
  - turnieju konferencji Big 10 (2008)
  - sezonu regularnego Big 10 (2008)
- Zaliczony do:
  - I składu:
    - Big Ten (2011)
    - turnieju Orlando Classic (2011)

  - składu honorable mention:
    - All-American (2011 przez Associated Press)
    - All-Big Ten (2010)